# Acanthopleura brevispinosa
Acanthopleura brevispinosa is een keverslakkensoort uit de familie van de Chitonidae. De wetenschappelijke naam van de soort is voor het eerst geldig gepubliceerd in 1840 door Sowerby II.